# Stadtmauer von Avignon

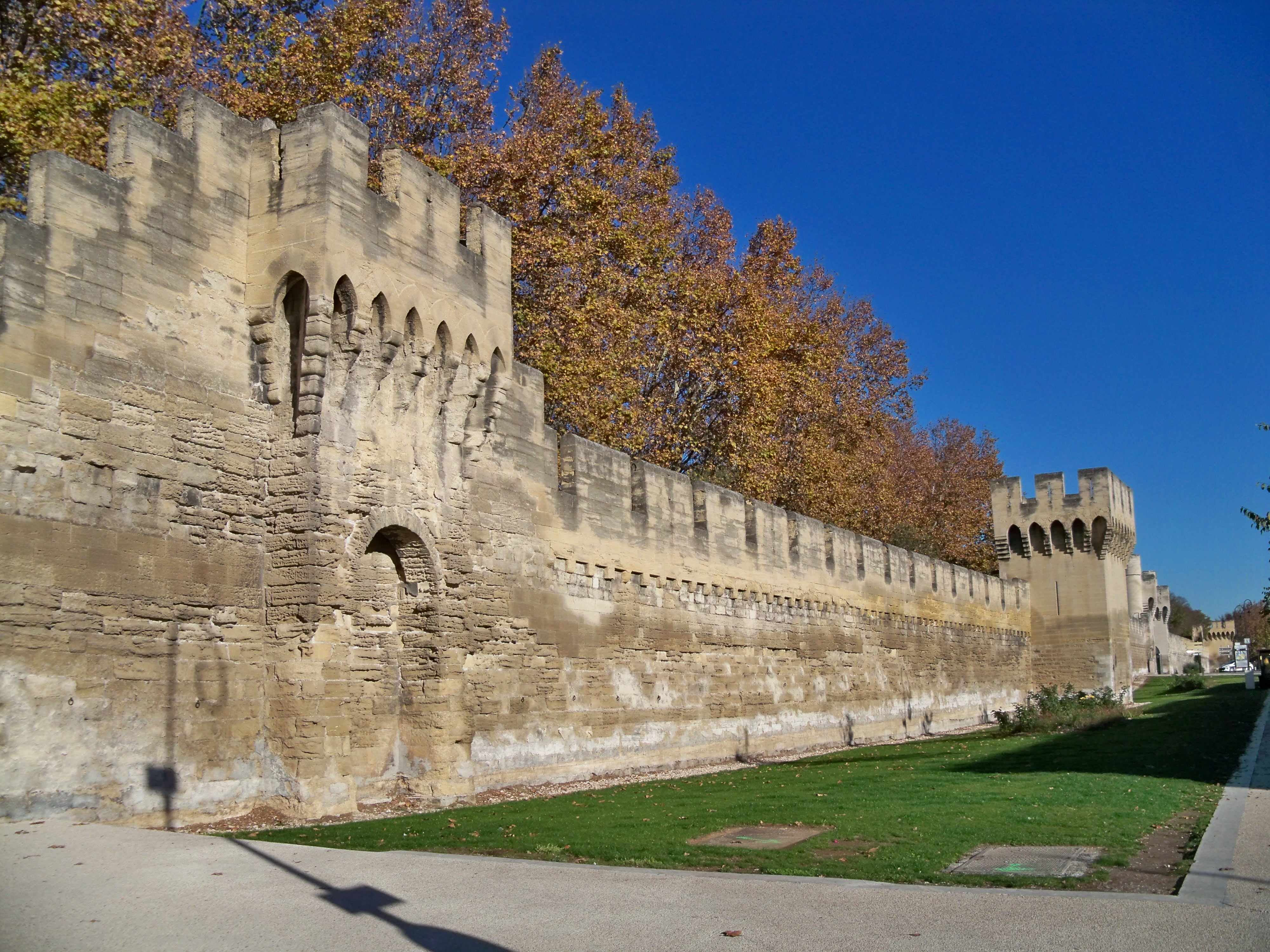
Stadtmauer von Avignon

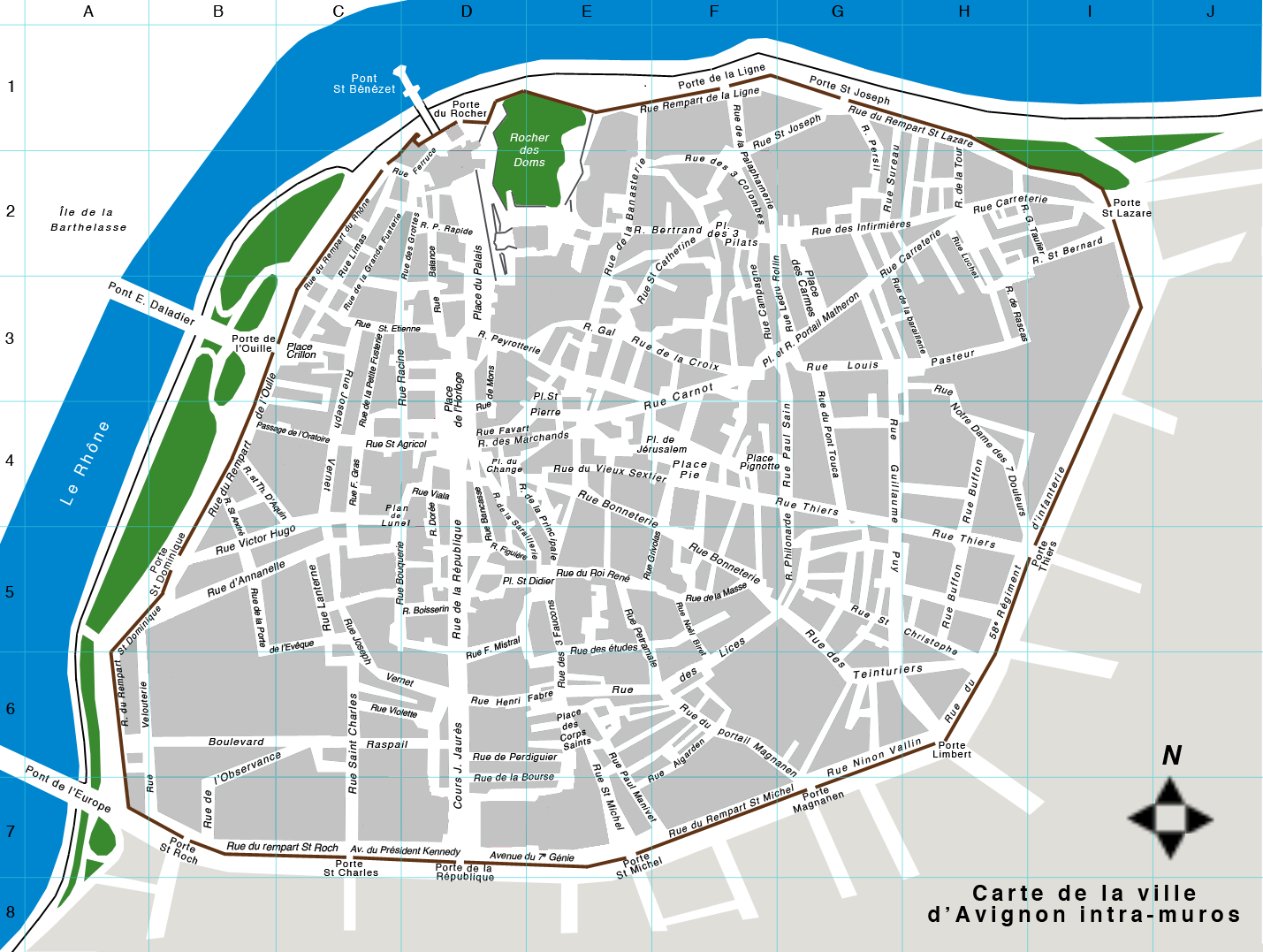
Heutiger Verlauf der Stadtmauer

Die Stadtmauer von Avignon ist ein 4330 Meter langer Mauerring, der die historische Altstadt von Avignon umgibt. Sie wird von 39 Türmen und sieben Haupttoren flankiert und gilt als eine der besterhaltenen Anlagen ihrer Art in Europa. Die Stadtmauer wird seit dem 23. Februar 1902 als Monument historique eingestuft.
Die Stadtmauer verläuft ellipsenförmig um die Innenstadt innerhalb des Boulevardrings von Avignon. Sie ist fast vollständig geschlossen und wird nur vom Felsen Rocher des Doms unterbrochen, der selbst als natürlicher Schutzwall dient.
Die Mauer wurde mit dem Kalkstein „molasse burdigalienne“ gebaut, der im Burdigalium im Carpentras-Avignon-Camargue-Sedimentbecken entstand und in der Umgebung von Avignon reichlich vorkommt.

## Baugeschichte
Ein erster Mauerring entstand zusammen mit der St. Bénézet-Brücke im zwölften Jahrhundert, als Avignon zu einer sich selbst verwaltenden Stadtrepublik nach italienischem Vorbild aufstieg. Bei der Belagerung von Avignon im Jahr 1226 durch Ludwig VIII. kam es zur Zerstörung dieser Festungsanlage. Nachdem die Stadt mehrmals von Truppen der Grandes Compagnies attackiert wurde, entschied Papst Clemens VI. 1348 auf den Ruinen der alten Mauer eine neue Umwallung zu errichten. Darüber hinaus sollte die Bevölkerung vor drohenden Hochwassern der Rhone geschützt werden. Im Zuge eines umfangreichen Verteidigungsplanes sollte die Stadtmauer mit zahlreichen Truppen ausgestattet und durch zusätzliche Wassergräben geschützt werden. Die Fertigstellung des neuen Verteidigungswalles erfolgte erst 1376, als sich die Päpste entschieden, die Stadt zu verlassen und nach Rom zurückzukehren.
1856 wurde ein Teil der Stadtmauer durch Überschwemmungen zerstört. Eugène Viollet-le-Duc, der vier Jahre später mit der Restaurierung beauftragt wurde, verstärkte die Mauer zum Schutz gegen Hochwasser und stattete das am Bahnhof neu eingerichtete Stadttor Porte de la République mit zwei Türmen aus. Zusätzlich wurden neben den bestehenden sieben Stadttoren weitere Tore zur Erleichterung des Straßenverkehrs geöffnet. Die ehemaligen Wassergräben sind im 19. Jahrhundert zugeschüttet und später in Parkplätze umgewandelt worden.

## Galerie

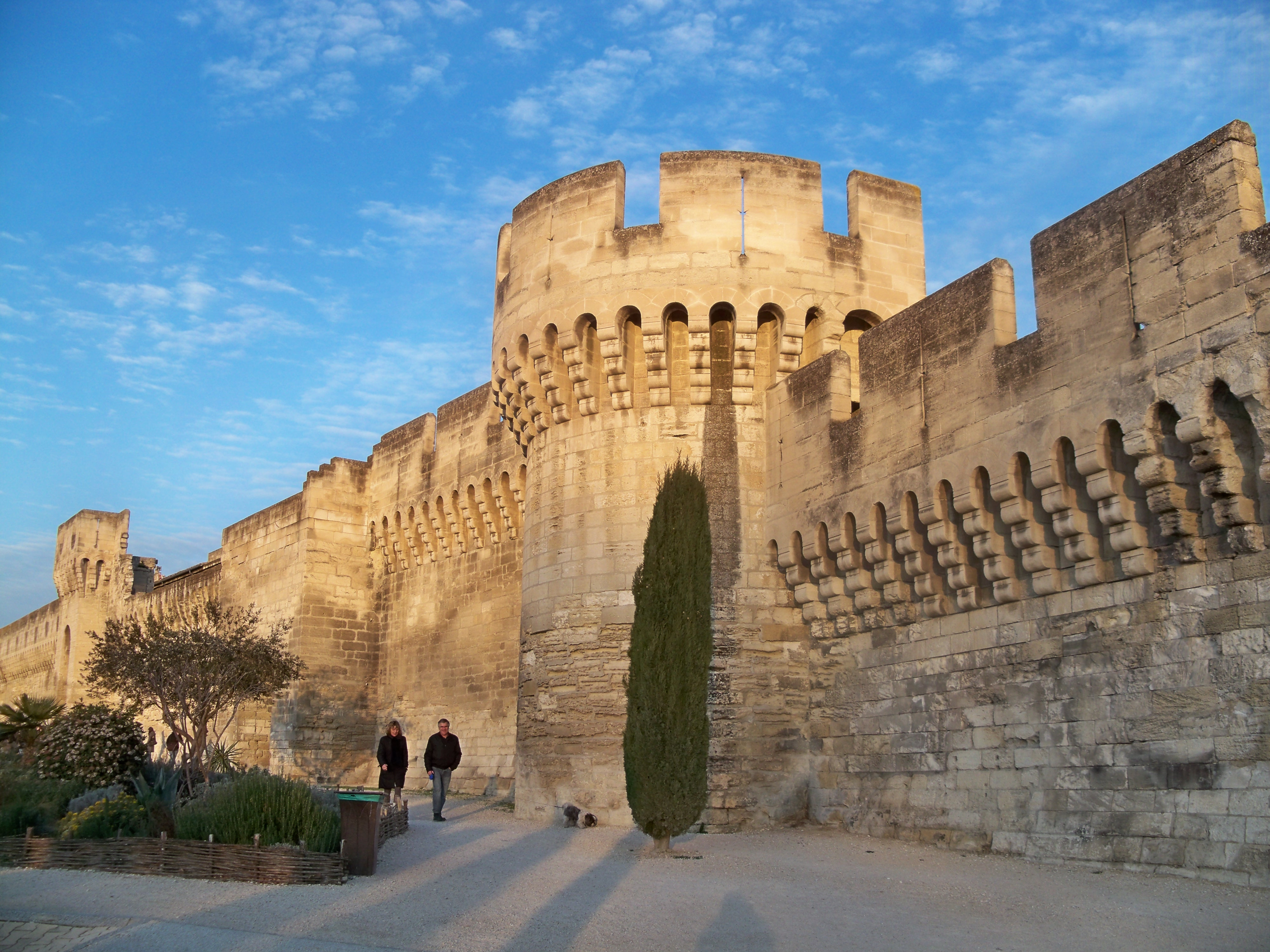
Rundturm
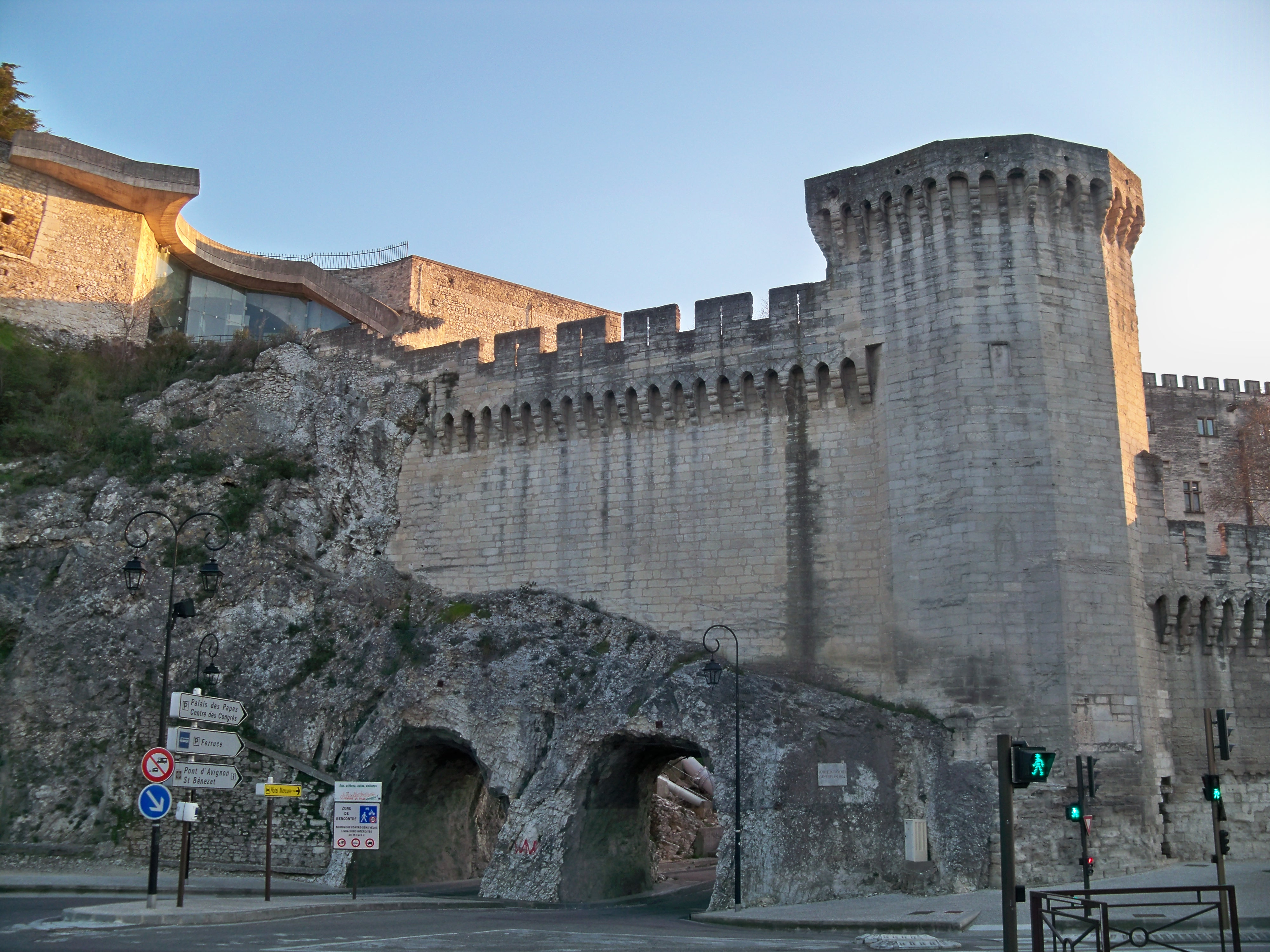
Stadtmauer am Rocher des Doms
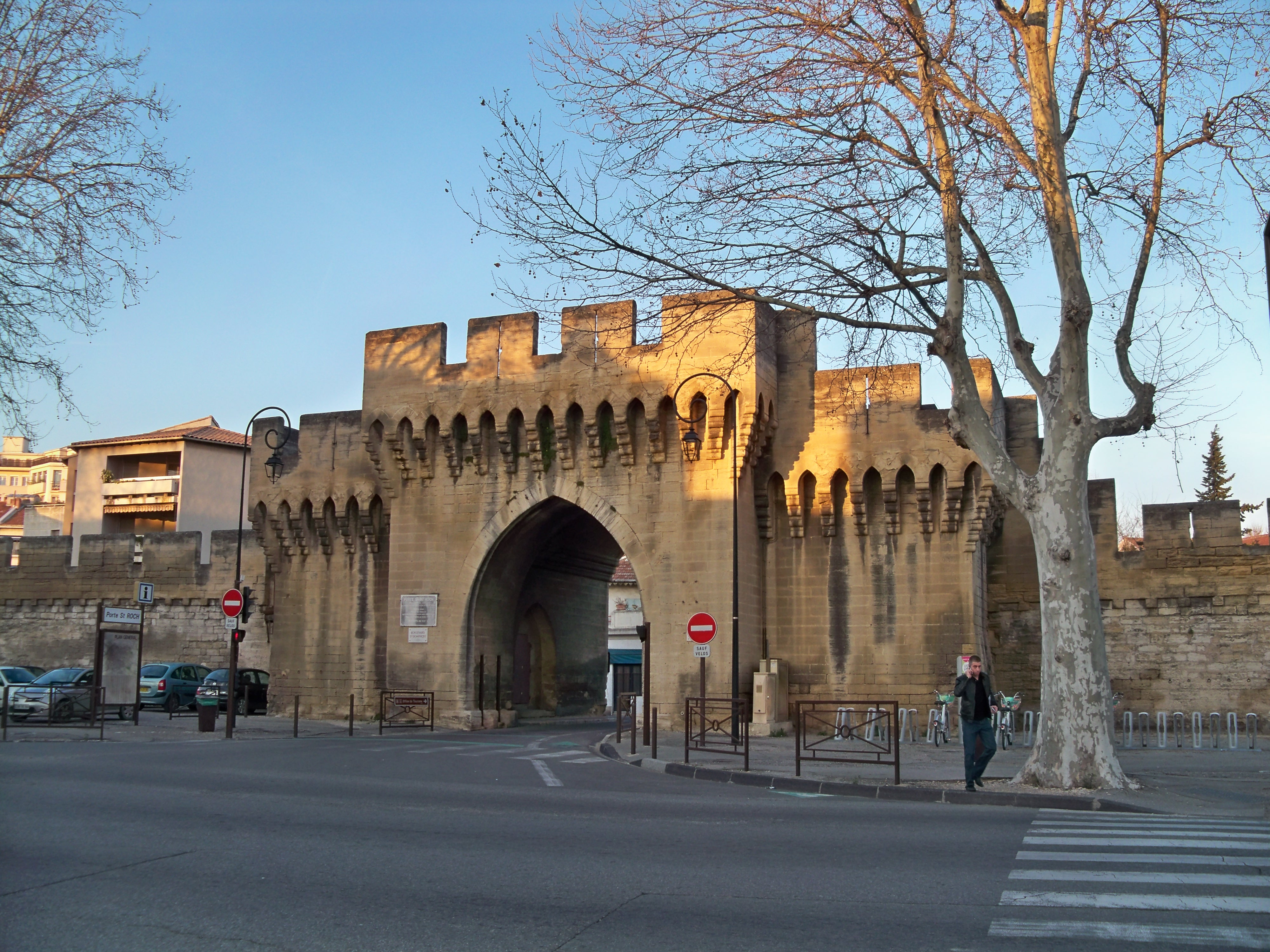
Porte Saint-Roch
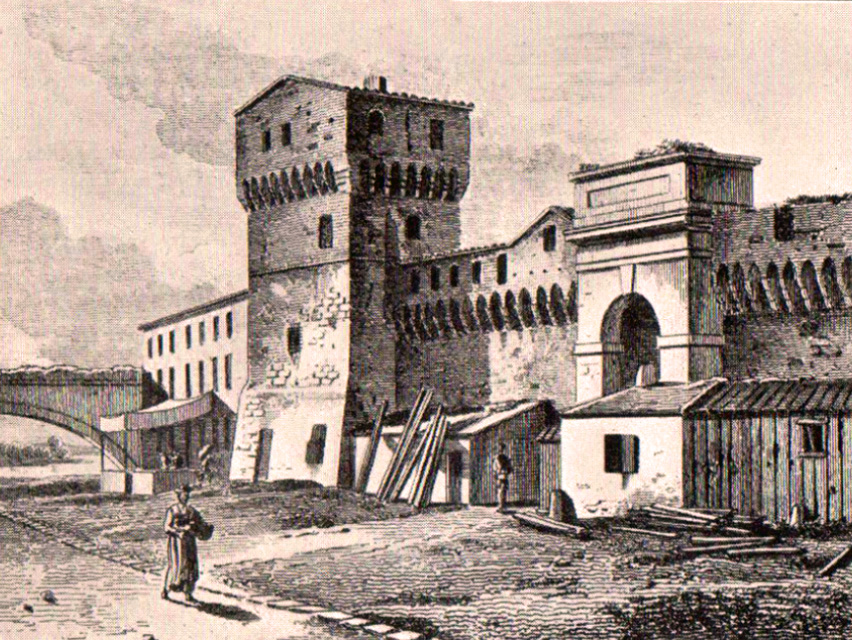
Historische Ansicht